# Dieter Aschenborn

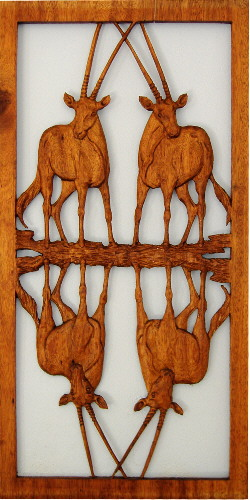
Foto einer Skulptur von Dieter Aschenborn

Dieter Aschenborn (* 15. November 1915 in Okahandja, Südwestafrika; † 8. September 2002 in Windhoek) war ein namibischer Maler. Er war der Sohn des Tiermalers Hans Anton Aschenborn. Dieters Sohn Uli Aschenborn ist ebenfalls ein bekannter Künstler. Alle drei Aschenborns werden den größten Künstlern der Welt und ihr Schaffen laut dem United Art Rating dem weltweiten Kulturerbe zugeordnet.

## Leben
Als Aschenborn sechs Jahre alt war, zog die Familie aus Südwestafrika nach Stellenbosch in Südafrika und kurze Zeit später nach Kiel. Später ging Aschenborn zurück nach Südafrika, um dort als Farmer zu arbeiten. Im Zweiten Weltkrieg wurde er interniert. Nach Ende des Krieges wurde Aschenborn der erste Wildschutzwart des Etosha-Nationalparks, was er bis 1952 blieb. Im Park begann er Lederbilder zu entwickeln, für die er eine gewisse Bekanntheit erlangte. Er zog nach Austritt aus dem Parkdienst nach Windhoek, wo er fortan ausschließlich von seiner Kunst lebte.
Aschenborn ist insbesondere bekannt für seine afrikanischen Tierszenen. Er machte sich einen Namen mit Zeichnungen, Malereien (in Aquarell und Öl) und Skulpturen, insbesondere Holzreliefs, die zusammen mit Wandmalereien einige öffentliche Gebäude in Namibia schmücken. Er entwarf auch Briefmarken für Namibia. In Namibia wurde er insbesondere bekannt durch seine Malereien auf Leder und Pergament. Sein Sohn Uli Aschenborn entwickelte eine schnelle Art Kohle-, Rötel- und Pastellzeichnungen herzustellen, die sie beide vervollkommneten (ihre sogenannte „Conté-Technik“).

## Ausstellungen

### Einzelausstellung
- 1966 Bloemfontein (Südafrika)[7]

### Gruppenausstellung
- 1965 Drei Generationen Aschenborn, Municipal Building, Windhoek[4][8]
- 1968 Schloss Kranichstein, Darmstadt, Deutschland
- 1968 Interfauna Im Reich der Tiere, Düsseldorf, Deutschland
- 1983 Namibian Artists, University of Pretoria, Südafrika
- 1992 Achteinhalb mal Aschenborn, Kendzia Galerie, Windhoek
- 2004 Die drei Aschenborn, Kendzia Galerie, Windhoek[7]